# Pat Burke
Patrick (Pat) John Burke (ur. 14 grudnia 1973 w Dublinie) – irlandzki koszykarz grający na pozycji środkowego. Posiada również amerykańskie obywatelstwo. Pierwszy zawodnik urodzony w Irlandii, który wystąpił w rozgrywkach NBA. Reprezentant tego kraju w koszykówce mężczyzn. Pełnił także funkcję kapitana irlandzkiej kadry.
Uczestnik Letniej Uniwersjady 1993 i Letniej Uniwersjady 1995. W sezonie 1997/1998 wraz z zespołem Saski Baskonia został wicemistrzem Hiszpanii. W latach 1999–2001 w barwach Panathinaikosu BC zdobył mistrzostwo Grecji. Z klubem tym w 2000 roku triumfował także w rozgrywkach Euroligi. W 2005 roku wraz z Realem Madryt zdobył mistrzostwo Hiszpanii. Rok wcześniej z klubem tym wystąpił w finale Pucharu ULEB. W 2008 roku w barwach Chimek Moskwa zdobył Puchar Rosji. W sezonie 2008/2009, jako zawodnik Asseco Prokomu Sopot, zdobył mistrzostwo Polski.